# Mičije
Mičije (en cirílico: Мичије) es una aldea de la municipalidad de Gradiška, Republika Srpska, Bosnia y Herzegovina.

## Población
| Composición de la Población - Aldea de Mičije | Composición de la Población - Aldea de Mičije | Composición de la Población - Aldea de Mičije | Composición de la Población - Aldea de Mičije | Composición de la Población - Aldea de Mičije |
| --------------------------------------------- | --------------------------------------------- | --------------------------------------------- | --------------------------------------------- | --------------------------------------------- |
|                                               | 2013                                          | 1991                                          | 1981                                          | 1971                                          |
| Total                                         | 41                                            | 389 (100,0%)                                  | 452 (100,0%)                                  | 564 (100,0%)                                  |
| Varones                                       | 22                                            | -                                             | -                                             | -                                             |
| Mujeres                                       | 19                                            | -                                             | -                                             | -                                             |
| Bosniacos                                     | -                                             | -                                             | -                                             | -                                             |
| Serbios                                       | 26                                            | 4 (1,028%)                                    | 5 (1,106%)                                    | 5 (0,887%)                                    |
| Croatas                                       | 11                                            | 358 (92,03%)                                  | 380 (84,07%)                                  | 558 (98,94%)                                  |
| Bosnio                                        | 3                                             | -                                             | -                                             | -                                             |
| Musulmanes                                    | -                                             | -                                             | -                                             | -                                             |
| Gitanos                                       | -                                             | -                                             | -                                             | -                                             |
| Bosnio Herzegovino                            | -                                             | -                                             | -                                             | -                                             |
| Macedonios                                    | -                                             | -                                             | -                                             | -                                             |
| Albaneses                                     | -                                             | -                                             | -                                             | -                                             |
| Yugoslavos                                    | -                                             | 14 (3,599%)                                   | 64 (14,16%)                                   | -                                             |
| Ukranianos                                    | -                                             | -                                             | -                                             | -                                             |
| Montenegrinos                                 | -                                             | -                                             | -                                             | -                                             |
| Eslovenos                                     | -                                             | -                                             | -                                             | -                                             |
| Ortodoxos                                     | -                                             | -                                             | -                                             | -                                             |
| Otros                                         | -                                             | 13 (3,342%)                                   | 3 (0,664%)                                    | 1 (0,177%)                                    |
| Sin declarar                                  | 1                                             | -                                             | -                                             | -                                             |
| Desconocidos                                  | -                                             | -                                             | -                                             | -                                             |